# François Bouillon
 (janvier 2017).
François Bouillon, né à Limoges en 1944, est un artiste français. Il vit et travaille à Bagnolet (Seine-Saint-Denis) et à Treignac (Corrèze).

## Parcours artistique
François Bouillon grandit en Corrèze et s'adonne à la création artistique dans l'atelier de son grand-père, Edmond Tapissier,.
Artiste autodidacte, François Bouillon développe depuis le début des années 1970, un travail protéiforme complexe. S'inspirant ou réutilisant des objets auxquels il confère une vertu magique, il investit des territoires obscurs, chaque œuvre s'ajoutant aux précédentes comme dans un puzzle : une narration semble prendre forme, fragile, et souvent pleine d'humour. 
Il utilise le dessin, la photographie et l'installation, et use de matériaux d’origine naturelle (terre, pierre, feu) ou organique (plume, os), joue des dénombrements, des contradictions. Il juge la peinture insatisfaisante, et l'abandonne au début des années 1970. Il s'intéresse à l'ethnologie et à l'archéologie, et est collectionneur d'art africain et océanien. Sa démarche est plus impulsive qu'intellectuelle.
Il a enseigné à l’École nationale supérieure d'art de Dijon puis à l’École nationale supérieure des beaux-arts de Paris.

### Citation
« Mon travail cherche à créer des équivalences entre des gestes communs, des cultures rurales, des émotions physiques, des formes marquées par des archétypes culturels. »

— Extrait d'un entretien avec Anne Tronche

## Œuvres
- Me Le 1, 1979
- Se Ipsum Pinxit 2, 1979
- Ok Ko, 1985
- La spirale du temps, 1991, cloître de la cathédrale de Langres
- Soir d'Afrique, avec Jean Seisser, 1994
- Em-Blème 1 à 7, 1999 à 2002
- Désir traversant la mer Rouge, 2006
- Touches, 2007
- Suzanne chez les Dogons, 2007
- Septième ciel, 2009
- Sandwich à la baleine, 2012
- Calendrier de l'Avent du centre d'art contemporain de Meymac, 2016

De nombreuses œuvres de François Bouillon sont conservées au Centre national des arts plastiques 
(voir en ligne sur le site du CNAP).

## Expositions
- 1985 : Galerie de France, Paris
- 1990 : Centre d'art contemporain de Meymac[8], Corrèze
- 1996 : Galerie Vidal-Saint Phalle, Paris
- 2009 : Musée des tapisseries, Aix-en-Provence
- 2010 : École nationale supérieure des beaux-arts de Paris
- 2010 : Château de La Roche-Guyon, Val-d'Oise
- 2014 : Galerie Bernard Jordan, Paris
- 2015 : Galerie AL/MA, Montpellier
- 2016-2017 : « Tragédies - Traces de doigts - Ombres - Aquarelles »[2], Centre international d'art et du paysage de l'île de Vassivière, Creuse